# Kadzidłowa-Grabinka
Kadzidłowa-Grabinka – kolonia w Polsce położona w województwie łódzkim, w powiecie łęczyckim, w gminie Grabów.
Do 2007 Grabinka. Do 2023 miejscowość była częścią wsi Kadzidłowa.